# Minotauria attemsi
Minotauria attemsi là một loài nhện trong họ Dysderidae.
Loài này thuộc chi Minotauria. Minotauria attemsi được Wladislaus Kulczynski miêu tả năm 1903.